# بقایای قلعه کهنه ارزنه
بقایای قلعه کهنه ارزنه مربوط به سده ۱۲ - ۱۴ ق است و در شهرستان خواف، یک کیلومتری غرب روستای ارزنه واقع شده و این اثر با شمارهٔ ثبت ۲۹۰۵۱ به‌عنوان یکی از آثار ملی ایران به ثبت رسیده‌است.